# Pierre Fortez
Pierre Fortez, né à Frameries, le 15 janvier 1942, est un homme politique belge, membre du PRL. 
Il est styliste; conseiller habilleur; dirige une société de vêtements, spécialisée en grandes marques et habits de mariage;  cofondateur du Frameries Jazz Festival (1995).

## Carrière politique
- conseiller communal de Frameries (1995-)
  - premier échevin (1995-2003)
- député wallon (2001-2003) en suppléance de Richard Miller, nommé ministre de la Communauté française (01.2001-06.2003)
- conseiller provincial de la province de Hainaut (2006-)